# اسکار اکنستاین
اسکار اکنستاین (انگلیسی: Oscar Eckenstein; ۹ سپتامبر ۱۸۵۹ – ۱ ژانویهٔ ۱۹۲۱) کوهنورد و صخره‌نورد اهل بریتانیا بود. او از پیشگامان تکنیک‌ها و ابزارهای جدید کوهنوردی و مخترع نخستین یخ‌شکن مدرن است. اکنشتاین سرپرست گروهی بود که نخستین تلاش فتح قلهٔ کی۲ را به نام خود ثبت کرد.